# ディズニー・スター
ディズニー・スター（Disney Star Private Limited）は、インドのメディア・コングロマリットであり、ディズニー・インディア、ヴァイアコム18、リライアンス・インダストリーズの合弁事業。本社はウッタル・プラデーシュ州ノイダ。ディズニー・スター・ネットワークは8つの言語で70以上のテレビチャンネルを経営し、インドのケーブルと衛星テレビの家庭の90パーセントに届けられている。このネットワークは、インドそして100以上の国に亘って、月におよそ7億9000万視聴されている。ディズニー・スターは毎年30,000時間以上のコンテンツを作り出している。ディズニー・スターはインドの最大のテレビと娯楽ネットワークである。

## 歴史

### 設立
スターTV（サテライト・テレビジョン・アジアン・リージョン）は、ハチソン・ワンポアと李嘉誠の合弁として1990年に設立された。ハリウッドの英語娯楽チャンネルをアジアの聴衆に向けて開始した。

### 1990–2000
1990年、スターTVはスター・プラス（当時英語娯楽チャンネル）、スター・TV中国語チャンネル、プライム・スポーツ、MTV、BBCワールド・サービス・テレビジョンの5チャンネルで開始した。
1992年、ルパート・マードックのニューズ・コーポレーションは、5億2500万ドルでスターの63.6%を購入し、その後1993年1月1日に残りの36.4%を購入した。スター放送事業はルパート・マードックのフォックス。放送の敷地から経営されていた。マードックは以下のように宣言した。
（遠距離通信は）あらゆるところでの全体主義の政権に対する明白な脅威であることを証明している。衛星放送は多くの閉鎖された社会の情報に飢えた住民が国営テレビチャンネルを避けることを可能にする。
1994年から1998年にかけて、スター・インディアは開始され、後にヒンディー語限定のスター・ムービース、チャンネルV、スター・ニュースと、インドの視聴者へのスター・プラスが開始された。
1998年、NDTVからのコンテンツを扱うニュース専用チャンネルとしてスター・ニュースが開始した。

### 2001–2010
2001年・スター・インディアは南インドを拠点とするヴィジャイTVを買収した。2003年、スター・インディアのNDTVとの契約は終了し、スター・ニュースは24時間ニュースチャンネルとなった。ディズニーは2009年に200万ドルでこれを買収し、インド政府によるニュースや時事問題のチャンネルをアップリンクを規制する法律を従うために、アナンド・バザール・パトリカ・グループとの合弁事業を設立した。その後、2012年にこの合弁事業から撤退し、分割後、チャンネルはABPニュースと改名され、アナンドバザール・パトリカ・グループによって運営されている。
2004年、ヒンディ・コンテンツチャンネルとしてスター・ワンが開始された。2008年、ベンガル語の娯楽チャンネル、スター・ジャルシャと、マラーティー語の娯楽チャンネル、スター・プラヴァが開始された。
2009年、スター・インディアはマラヤーラム語のコンテンツを提供するインド・ティルヴァナンタプラム拠点のメディア・コングロマリット、アジアネット・虚無にケーションズを買収した。2009年8月、2009年8月、スター・グループはアジアの放送事業を3つの部門（スター・インディア、スター、フォックス・インターナショナル・チャンネルズ・アジア）に再編した。
同年、スター・アフィリエイトと韓国のCJグループは、24時間のインドのテレビショッピングチャンネルCJアライヴ（後にショップCJ）立ち上げ、初期段階で 6時間枠でテレビマーケティング番組をホストするために スター・ウツァヴを用いた。スター・アフィリエイトは2014年5月に合弁事業から撤退した。この事業はスターCJと呼ばれていた。
21世紀フォックスは、同年、スター・インディアの提携会社フォックス・スター・スタジオ・インディアを通じてインドにて、映画製作、配給事業を開始した。

### 2011–2017
2021年、スター・インディアは2012年から2018年までのインド・クリケットに関するインド・クリケット統制委員会（BCCI）の権利を購入した。ESPNは、スター・スポーツ4に改名、スター・クリケットはスター・スポーツ3に改名、スター・スポーツはスター・スポーツ1に改名、スター・スポーツ2は名称を維持した。スター・クリケット HDとESPN HDはスター・スポーツ HD1とスター・スポーツ HD2にそれぞれ改名した。 
2015年、スター・インディアはビデオ・オン・デマンドサービス。ホットスター（現在のディズニープラス・ホットスター）を開始し、オンラインストリーミングに参集した。
2015年、スター・インディアはマー・テレビジョンの放送事業を買収し、スターが以前存在感を示していなかったテルグ語圏市場での存在感を高めた。この買収によってスターは南インド市場全体で存在感を示している。
2017年2月、スター・インディアと国際的メディア・コングロマリットTEDは新たなテレビシリーズ「TED トークス・インディア - ナイ・ソーチ」を発表した。この番組はボリウッド俳優のシャー・ルク・カーンが出演し、ヒンディー語で作られた新しいTEDトークスが紹介された。この番組は、生の聴衆を前で著名な講演者が18分以内の独白の意見を述べるというTEDの特徴的な形式を踏襲している。
2017年8月28日、スター・インディアはヒンディー語娯楽チャンネル、ライフOKを無料放送チャンネル、スター・バーラットにとって変えた。
2017年9月5日、スター・インディアは2018年から5年間のインディアン・プレミア・リーグの放送の国際メディア権を獲得した。以前の放送局であるソニー・ピクチャーズ・ネットワークから権利を獲得するため、163億4750万インドルピーを入札した。
2017年12月14日、ウォルト・ディズニー・カンパニーは、スター・インディアを含む21世紀フォックスを買収を発表した。

### 2018–現在
2018年12月3日、ディズニーはスター・インディアの会長を務めていたウダイ・シャンカールがディズニーのアジア事業の指揮と完全子会社となったディズニー・インディアの新たな会長に就任し、ウォルト・ディズニー・カンパニー（インディア）・プライベート・リミテッドとして再編されることを発表した。2018年8月27日、スター・ライフチャンネルはアフリカで、インドのスターチャンネルからヒンディ語シリーズを英語吹き替えでの提供を開始した。
2019年1月4日、スターTVは、デジタルでこれに対応するホットスターを販売促進するため、米国でのテレビ事業を閉鎖した。
2019年3月20日、スター・インディアはディズニー・インディアの子会社となった。現在、ディズニー・インディアはUTCとスター・インディアTVチャンネルを所有している。
2020年12月20日、ディズニーは2月1日からオランダにてスターブランドがウツァヴに置き換わり、2021年1月22日にイギリスにてウツァヴ・ゴールド、ウツァヴ・プラス、ウツァヴ・バーラットブランドを開始することを発表し、スター・ヴィジェイの国際供給もウツァヴ・ネットワークを基とした黄色の新しいロゴに変更し、同日、世界中でヴィジェイTVとしてリブランド。ウツァヴ・ネットワークははスター・ゴールド、プラス、バーラットに分けられ、アジアの供給は韓国で開始された。
2021年10月18日、ディズニーとスターは英語全般の娯楽チャンネル産業からの撤退と、2021年11月30日までに当初予定していたスター・ワールド、スター・ワールド・プレミアの閉鎖を発表した。スター・スポーツ1のバングラ語とマラーティー語の供給同日中に終了する予定。同時に、UTVに代わるスター・ゴールド2のHD同時放送の開始と、UTV ムービース、UTVアクションのスター・ゴールド・ロマンスとスター・ゴールド・スリルズへのブランド変更によって、スター・ゴールドブランドは拡大する。スター・ムービース・セレクト HD、スター・ムービース・ヒンディ、スター・ムービース・タミルはSD同時放送も開始し、インドの最初のニッチプレミアム英語映画チャンネルとなる。しかし、この計画は実施されず、インド電気通信規制庁の新しい関税規則の遅れにより、追って通知があるまで延期された。

## 所有チャンネル

### 放送中のチャンネル

#### インド
| チャンネル                     | 開始 | 原語                                               | 部類     | SD/HD の利用 | 備考                                   |
| ------------------------------ | ---- | -------------------------------------------------- | -------- | ------------ | -------------------------------------- |
| スター・プラス                 | 1992 | ヒンディー語                                       | 全般娯楽 | SD+HD        |                                        |
| スター・バーラット             | 2017 | ヒンディー語                                       | 全般娯楽 | SD+HD        | 以前はスター・ワン、ライフOK           |
| スター・ウツァヴ               | 2004 | ヒンディー語                                       | 全般娯楽 | SD           |                                        |
| スター・ウツァヴ・ムービー     | 2016 | ヒンディー語                                       | 映画     | SD           |                                        |
| スター・ゴールド               | 1999 | ヒンディー語                                       | 映画     | SD+HD        |                                        |
| スター・ゴールド 2             | 2020 | ヒンディー語                                       | 映画     | SD+HD        | 以前はムービースOK                     |
| スター・ゴールド・セレクト     | 2017 | ヒンディー語                                       | 映画     | SD+HD        |                                        |
| スター・ゴールド・ロマンス     | 2017 | ヒンディー語                                       | 映画     |              | 以前はUTV ムービー                     |
| スター・ゴールド ・スリルズ    | 2022 | ヒンディー語                                       | 映画     |              | 以前はUTV アクション                   |
| ビンダス                       | 2007 | ヒンディー語                                       | 音楽     | SD           |                                        |
| スター・スポーツ1 ・ヒンディー | 2017 | ヒンディー語                                       | スポーツ | SD+HD        |                                        |
| スター・スポーツ First         | 2017 | ヒンディー語                                       | スポーツ | SD           |                                        |
| ディズニー International HD    | 2017 | 英語                                               | 全般娯楽 | HD           |                                        |
| スター・映画                   | 1991 | 英語                                               | 映画     | SD+HD        |                                        |
| スター・映画 Select HD         | 2015 | 英語                                               | 映画     | SD+HD        |                                        |
| スター・スポーツ1              | 1996 | スポーツ                                           |          | SD+HD        |                                        |
| スター・スポーツ 2             | 2013 | スポーツ                                           |          | SD+HD        |                                        |
| スター・スポーツ 3             | 2018 | スポーツ                                           |          | SD           |                                        |
| スター・スポーツ Select1       | 2016 | スポーツ                                           |          | SD+HD        |                                        |
| スター・スポーツ・セレクト2    | 2016 | スポーツ                                           |          | SD+HD        |                                        |
| ディズニー・チャンネル         | 2004 | ヒンディー語、タミル語、テルグ語                   | 子供向け | SD+HD        |                                        |
| ディズニー・ジュニア           | 2012 | ヒンディー語、タミル語、テルグ語                   | 子供向け | SD           |                                        |
| ハンガマTV                     | 2004 | ヒンディー語、タミル語、テルグ語                   | 子供向け | SD           |                                        |
| スーパー・ハンガマ             | 2022 | ヒンディー語、タミル語、テルグ語                   | 子供向け | SD           | 以前はディズニー XD、マーベル HQ       |
| ナショナル ジオグラフィック    | 1998 | 英語、ヒンディー語、タミル語、テルグ語、ベンガル語 | 娯楽情報 | SD+HD        |                                        |
| ナショジオ ワイルド            | 2009 | 英語、ヒンディー語、タミル語、テルグ語、ベンガル語 |          | SD+HD        |                                        |
| スター・ジャルシャ             | 2008 | ベンガル語                                         | 全般娯楽 | SD+HD        |                                        |
| スター・ジャルシャ・ムービー   | 2012 | ベンガル語                                         | 映画     | SD+HD        |                                        |
| スター・プラヴァ               | 2008 | マラーティー語                                     | 全般娯楽 | SD+HD        |                                        |
| スター・プラヴァ・ピクチャー   | 2022 | マラーティー語                                     | 映画     | SD+HD        |                                        |
| スター・キラン                 | 2022 | オリヤー語                                         | 全般娯楽 | SD+HD        |                                        |
| スター・スヴァルナ             | 2007 | カンナダ語                                         | 全般娯楽 | SD+HD        |                                        |
| スター・スヴァルナ・プラス     | 2013 | カンナダ語                                         | 映画     | SD           |                                        |
| スター・スポーツ1・カンナダ    | 2018 | カンナダ語                                         | スポーツ | SD           |                                        |
| アジアネット                   | 1993 | マラヤーラム語                                     | 全般娯楽 | SD+HD        |                                        |
| アジアネット・プラス           | 2005 | マラヤーラム語                                     | 全般娯楽 | SD           |                                        |
| アジアネット・ムービー         | 2012 | マラヤーラム語                                     | 映画     | SD+HD        |                                        |
| スター・ヴィジェイ             | 1994 | タミル語                                           | 全般娯楽 | SD+HD        |                                        |
| スター・ヴィジェイ・スーパー   | 2016 | タミル語                                           | 映画     | SD+HD        |                                        |
| スター・ヴィジェイ・タッカル   | 2022 | タミル語                                           |          | SD           | 以前はスター・ヴィジェイ・ミュージック |
| スター・スポーツ1・タミル      | 2017 | タミル語                                           | スポーツ | SD+HD        |                                        |
| スター・マー                   | 2002 | テルグ語                                           | 全般娯楽 | SD+HD        |                                        |
| スター・マー・ムービーズ       | 2011 | テルグ語                                           | 映画     | SD+HD        |                                        |
| スター・マー・ゴールド         | 2012 | テルグ語                                           | 映画     | SD           |                                        |
| スター・マー・ミュージック     | 2008 | テルグ語                                           | 音楽     | SD           |                                        |
| スター・スポーツ1・テルグ      | 2018 | テルグ語                                           | スポーツ | SD+HD        |                                        |

#### 国際的
| チャンネル                    | 開始 | 言語           | 部類     | SD/HDの利用可能 | 備考                         |
| ----------------------------- | ---- | -------------- | -------- | --------------- | ---------------------------- |
| ウツァヴ・プラス              | 2021 | ヒンディー語   |          | SD+HD           | イギリス、ヨーロッパのみ     |
| ウツァヴ・バーラット          | 2021 | ヒンディー語   |          | SD              | イギリス、ヨーロッパのみ     |
| ウツァヴ・ゴールド            | 2021 | ヒンディー語   | 映画     | SD+HD           | イギリス、ヨーロッパのみ     |
| ヴィジェイ TV                 | 2021 | タミル語       | 全般娯楽 | SD              | スター・ヴィジェイの国際供給 |
| アジアネット ・ミドルイースト | 2010 | マラヤーラム語 | 全般娯楽 | SD              | 中東のみ                     |

### 今後のチャンネル
| チャンネル                   | 言語         | SD/HD の利用可能 | 開始 | 備考 |
| ---------------------------- | ------------ | ---------------- | ---- | ---- |
| スター・ジャルシャ・ジョシュ | ヒンディー語 | SD               | TBA  |      |
| ハンガマTV                   | ベンガル語   | SD               | TBA  |      |

### 現存しない/以前のチャンネル
| チャンネル                         | 開始 | 消滅 | 言語                                   | 部類        | SD/HDの利用可能 | 備考                                           |
| ---------------------------------- | ---- | ---- | -------------------------------------- | ----------- | --------------- | ---------------------------------------------- |
| UTV ムービー                       | 2008 | 2023 | ヒンディー語                           | SD          |                 |                                                |
| UTV アクション                     | 2010 | 2023 | ヒンディー語                           | SD          |                 |                                                |
| UTV HD                             | 2018 | 2023 | ヒンディー語                           | HD          |                 |                                                |
| スター・ワン                       | 2004 | 2011 | ヒンディー語                           | 全般娯楽    | SD              | ライフOKに取って代わられる                     |
| ライフOK                           | 2011 | 2017 | ヒンディー語                           | 全般娯楽    | SD+HD           | スター・バーラットに取って代わられる           |
| ムービースOK                       | 2012 | 2020 | ヒンディー語                           | 映画        | SD              | スター・ゴールド2に取って代わられる            |
| チャンネル V                       | 1994 | 2018 | ヒンディー語                           | 音楽        | SD              | スター・スポーツ3に取って代わられる            |
| スター・ニュース                   | 1998 | 2012 | ヒンディー語                           | ニュース    | SD              | ABP ニュースにリブランド                       |
| FX                                 | 2010 | 2017 | 英語                                   | 全般娯楽    | SD+HD           |                                                |
| ナット・ジオ・ピープル             | 2014 | 2021 | 英語                                   | 生活様式    | SD+HD           |                                                |
| ナット・ジオ・アドベンチャー       | 2007 | 2014 | 英語                                   | 生活様式    | SD+HD           | ナット・ジオ・ピープルに取って代わられる       |
| ナット・ジオ・ミュージック         | 2007 | 2017 | 英語                                   | 音楽        | SD+HD           |                                                |
| ナット・ジオ・ムービー・アクション | 2013 | 2017 | 英語                                   | 映画        | SD              |                                                |
| スター・ヴィジェイ・ミュージック   | 2020 | 2022 | 英語                                   | 音楽        | SD              | スター・ヴィジェイ・タッカルに取って代わられる |
| スター・クリケット                 | 2007 | 2013 | 英語                                   | スポーツ    | SD+HD           | スター・スポーツ1・ヒンディーとしてリブランド  |
| フォックス・クライム               | 2010 | 2015 | ヒンディー語、英語                     | 娯楽情報    | SD              |                                                |
| スター・CJ ・アライヴ              | 2009 | 2014 | ヒンディー語、英語                     | Shopping    | SD              | 2017年にホームショップ18に売却                 |
| スター・スポーツ1・ベンガル        | 2019 | 2023 | ベンガル語                             | スポーツ    | SD              | 放送終了                                       |
| スター・スポーツ1・マラーティー    | 2019 | 2023 | マラーティー語                         | スポーツ    | SD              | 放送終了                                       |
| スター・スポーツ4                  | 2013 | 2017 | 英語、タミル語                         | スポーツ    | SD              | スター・スポーツ1・タミルとしてリブランド      |
| スター・アナンダ                   | 2005 | 2012 | ベンガル語                             | ニュース    | SD              | ABPアナンダとしてリブランド                    |
| スター・マジャ                     | 2007 | 2012 | マラーティー語                         | ニュース    | SD              | ABPマジャとしてリブランド                      |
| スター・World                      | 1991 | 2023 | 英語                                   | 全般娯楽    | SD+HD           |                                                |
| スター・World Premiere HD          | 2011 | 2023 | 英語                                   | 全般娯楽    | HD              |                                                |
| ディズニー XD                      | 2009 | 2019 | 英語、ヒンディー語、タミル語、テルグ語 | 子供向け    | SD              | マーベル HQに取って代わられる                  |
| マーベル HQ                        | 2019 | 2022 | 英語、ヒンディー語、タミル語、テルグ語 | 子供向け    | SD              | スーパー・ハンガマに取って代わられる           |
| ナット・ジオ・タミル               | 2019 | 2020 | タミル語                               | Documentary |                 |                                                |
| ナット・ジオ・テルグ               | 2019 | 2020 | テルグ語                               | Documentary |                 |                                                |
| ベイビーTV                         | 2005 | 2021 | 英語                                   | 子供向け    | SD+HD           |                                                |
| フォックス・ライフ                 | 2008 | 2024 | 英語、インド語、タミル語、テルグ語     | 生活様式    | SD+HD           | スター・ライフに取って代わられる               |
| スター・ライフ                     | 2024 | 2025 | 英語、インド語                         | 生活様式    | SD+HD           | 以前はフォックス・ライフ                       |